# Mikroregion Caraguatatuba

Mikroregion Caraguatatuba

Mikroregion Caraguatatuba – mikroregion w brazylijskim stanie São Paulo należący do mezoregionu Vale do Paraíba Paulista. Ma 1.947,9 km² powierzchni.

## Gminy
- Caraguatatuba
- Ilhabela
- São Sebastião
- Ubatuba